# Easdale

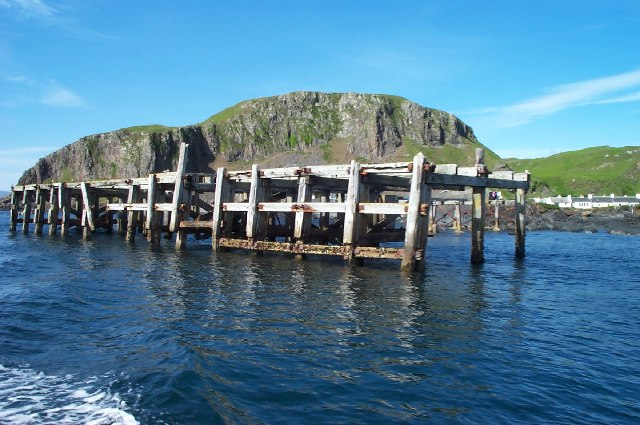
Embarcadero en Ellenabeich que fue utilizado para cargar la pizarra extraída de las minas cercanas.

Easdale (en gaélico escocés, Eilean Eisdeal), es una isla de las islas Slate, al este de Argyll en Escocia. Forma parte de las Hébridas Interiores. Originalmente en la isla existían grandes minas de pizarra, pero ahora sólo está habitada por unas sesenta personas y alberga un museo folklórico. Es la isla habitada más pequeña de las Hébridas Interiores.
Un transbordador navega desde Easdale hacia Ellenabeich, en la cercana isla de Seil. Ambas islas están separadas por un estrecho canal. Por error, a veces, Ellenabeich es conocido como Easdale, debido a su tradicional conexión con la isla.
- Datos: Q3046485
- Multimedia: Easdale / Q3046485